# 保科正直
保科 正直（ほしな まさなお）は、戦国時代の武将。信濃国衆。甲斐武田氏の家臣で先方衆。後に徳川家康の家臣となる。

## 生涯

### 出自、武田氏家臣時代
父と共に甲斐武田氏に仕え、信濃国飯田方面を守備した。保科氏は伊那郡の高遠氏家臣であったが、正俊の頃に甲斐武田家の直臣となった。武田譜代家老の内藤昌秀は実子がなく、正俊の子で正直の実弟にあたる千次郎（内藤昌月）が養子に迎えられている。
天正3年（1575年）5月に武田勝頼率いる武田軍が長篠の戦いで大敗すると、8月10日付で勝頼から父・正俊に伊那郡防衛に関する指示が下され、正直は父と共に大島城を守備した。これが正直の史料上の初見である。

### 武田氏滅亡、天正壬午の乱
天正10年（1582年）2月に織田信長により開始された織田・徳川連合軍の甲州征伐に際しては飯田城を守備していたが、2月14日には信長の嫡男・信忠による攻勢を受けて坂西織部亮、小幡因幡守らとともに高遠城へ逃亡している。高遠城では仁科盛信とともに籠城していたが小笠原信嶺を通じて降伏を申し入れてたものの、戦闘が開始されたために降伏が間に合わず城を退去した（『信長公記』『甲乱記』）。
その後、実弟内藤昌月を頼って上野箕輪城へ逃れる。3月に武田勝頼が自害し武田氏が滅亡すると、弟・昌月と共に滝川一益に従った。6月に本能寺の変が勃発すると、伊勢に帰還しようとする一益に人質として嫡子・正光を差し出しているが、後に家臣の機転により無事帰還したという（『赤羽記』）。
滝川一益撤退後は昌月とともに後北条氏に帰属し、正室・跡部氏（跡部勝忠の娘）を人質として提出した。正直・昌月兄弟は小諸城から甲斐に向けて進軍する後北条軍の別働隊として伊那方面に進軍し、8月上旬から中旬にかけての間に高遠城を奪取した。その後昌月は甲斐に転進したが、正直は高遠城に残留した。
8月12日に甲斐における黒駒合戦において徳川家康が優勢に立つと、正直は依田信蕃、木曾義昌ら他の信濃国衆と共に徳川方に転じた。正直には10月24日付で徳川氏より伊那半郡を与える朱印状を与えられ、高遠城内に残留していた内藤勢を駆逐して徳川方に鞍替えした。これに激怒した北条氏直は正直の正室・跡部氏を処刑したという。11月には同郡で後北条方であった箕輪城主・藤沢頼親を自刃させてその孫・左門を放逐し、箕輪領を併合した。これにより正直は高遠城一帯の上伊那郡を制圧した。さらに11月から翌年1月にかけて未だ後北条方であった筑摩郡の小笠原貞慶を諏訪頼忠と共に攻め、徳川軍の鳥居元忠や井伊直政も加勢し2月10日までに貞慶を徳川方に帰属させた。

### 徳川氏家臣時代
天正壬午の乱終結後も引き続き徳川氏配下の従属国衆となり、天正12年（1584年）7月に家康の異父妹多却姫（父は久松俊勝）を娶ることで徳川氏と縁戚となった。同年8月に小牧・長久手の戦いが起きると、木曽谷領主の木曾義昌が豊臣秀吉に寝返ったため、家康は9月に菅沼定利に正直や諏訪頼忠を率いさせて木曾に派遣した。しかし妻籠城の山村良勝に撃退されて敗退し、正直を殿軍として撤退した。
天正13年（1585年）には上杉景勝に通じた真田昌幸の拠る上田城攻め（第一次上田合戦）に従軍して活躍した。同時期に小笠原貞慶が豊臣方に寝返り、同年12月に上田方面に出陣中であった正直の留守を狙って小笠原貞慶が高遠城に攻め寄せてきたが、隠居の老父・正俊の陣頭指揮により撃退した。これにより、徳川方の信濃方面の戦線崩壊は免れた。
天正17年（1589年）に秀吉が方広寺大仏（京の大仏）を造営するに当たり、家康の命令で富士山の木材伐採を務めた。天正18年（1590年）の小田原征伐にも参加し、家康の関東入部に伴って下総国多胡に1万石の領地を与えられた。天正19年（1591年）の九戸政実の乱鎮圧にも参加した。
慶長5年（1600年）頃には嫡男・正光に家督を譲り隠居した。翌年（1601年）9月29日、高遠城で死去した、享年60。

## 系譜[9]
父：保科正俊

母：小河内美作守の娘（-慶長7年6月20日）：法名は長清院殿梅岩昌香
- 正室：跡部勝忠の娘（-天正10年3月2日）：法名は成就院殿願誉柏心妙貞大姉
  - 嫡男：保科正光（1561-1631）
  - 長女：小日向源太左衛門の妻：子の左源太（満光寺(長野県伊那市)に墓が現存する[10]）は実兄保科正光の養嗣子となる
- 継室：多劫姫（1553-1618）：徳川家康の異父妹
  - 次女：栄姫（1585-寛永12年1月12日）：徳川家康の養女として黒田長政に嫁ぐ。法名は大涼院殿徳誉栄春大禅定尼
  - 三女：安倍信盛の妻（-寛永元年12月23日）：法名は清元院殿了典珠慶大禅定尼
  - 三男：保科正貞（1588-1661）：異母兄保科正光の猶子となる
  - 四女：小出吉英の妻（1590-寛永4年6月19日）：名はヨウ。徳川家康の養女として嫁ぐ。法名は貞松院殿心誉運月先栄大姉
  - 五女：加藤明成の妻（-寛永12年2月17日）：徳川義直の養女として嫁ぐ。法名は高運院殿深誉源信大禅定尼
  - 四男：北条氏重（1595-1658）：北条氏勝の養嗣子となる

- 側室：小向日氏の娘（-寛永16年7月25日）：法名は光寿院殿秋月栄源大禅定尼。小向日氏は真田氏の一門といわれる
  - 次男：保科正重（-寛永13年8月23日）：母子の墓が選擇寺(千葉県木更津市)に現存する[11]